# Lianghe (köpinghuvudort i Kina, Heilongjiang Sheng, lat 45,16, long 128,76)
Lianghe (kinesiska: 亮河, 亮河镇) är en köpinghuvudort i Kina. Den ligger i provinsen Heilongjiang, i den nordöstra delen av landet, omkring 180 kilometer öster om provinshuvudstaden Harbin. Antalet invånare är 25 711. Befolkningen består av 12 322 kvinnor och 13 389 män. Barn under 15 år utgör 15,0 %, vuxna 15-64 år 78 %, och äldre över 65 år 6,0 %.
Runt Lianghe är det ganska tätbefolkat, med 65 invånare per kvadratkilometer. Omgivningarna runt Lianghe är en mosaik av jordbruksmark och naturlig växtlighet.
Genomsnittlig årsnederbörd är 935 millimeter. Den regnigaste månaden är juli, med i genomsnitt 181 mm nederbörd, och den torraste är januari, med 10 mm nederbörd.